# Abram Amez-Droz
Abram Amez-Drot, né le 9 octobre 1712 à La Chaux-de-Fonds et décédé le 29 août 1794 à Neuchâtel, est un soldat neuchâtelois au service de la France.

## Biographie
Abram Amez-Droz entre dans le 69e régiment en 1733 et y reste pendant onze ans, jusqu'en 1744. À ce moment-là, il décide d'entrer chez les Gardes suisses, dans le régiment de Castella, où il monte progressivement en grade. En 1759, il obtient le titre de chevalier du Mérite militaire et, l'année suivante, le brevet de colonel. En 1762, il devient premier-lieutenant des Gardes. En 1768, il est promu au grade de brigadier. En 1780, il est nommé maréchal de camp, après avoir mené pas moins de dix campagnes militaires. Il est ensuite responsable de la caserne des recrues de Belfort. Il retourne alors en Suisse et s'établit à Neuchâtel.